# Žarko Petan

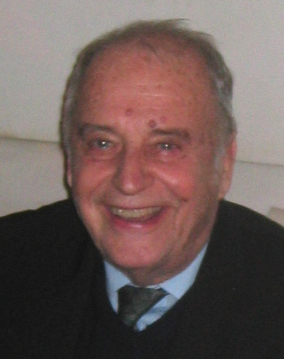
Žarko Petan (2007)

Žarko Petan (* 27. März 1929 in Ljubljana, Jugoslawien, heute Slowenien; † 2. Mai 2014) war ein jugoslawischer bzw. slowenischer Schriftsteller.

## Leben
Der Autor, Regisseur und Journalist verfasste eine Reihe von Hörspielen, Romanen und zahlreiche Aphorismen, die ihn weit über Slowenien hinaus bekannt machten; seine Werke wurden in mehrere Sprachen übersetzt. In der kommunistischen Ära war er in Belgrad inhaftiert – satirisch dargestellt in der Lebenserzählung Über den Rand der Welt. 1987 veröffentlichte er den Roman Die Geburt des Vergessens, in dem ein in Deutschland lebender Gerichtsdolmetscher für südslawische Sprachen mit seinem in Laibach zurückgebliebenen Bruder in Briefkontakt tritt und die Vergangenheit reflektiert. Dabei entwirft er das Panorama einer Zeit, in der der Mensch so viel wert war, wie er sich dem Kollektiv unterordnete. Mit Sarkasmus, Selbstironie und feiner Melancholie zeichnet er den von Zufälligkeiten, unfreiwilliger Komik und Tragik gezeichneten Gang der Geschichte.
Nach dem Fall des Kommunismus wurde er 1989 Generaldirektor des slowenischen Fernsehens und Rundfunks. Neben seiner satirischen Tito-Biografie Das herrliche Leben des Jozip B. Tito – die sich als Korrektiv zu den kommunistischen Jubel-Biografien versteht – fanden vor allem seine in mehreren Bänden erschienenen Aphorismen Mit leerem Kopf nickt es sich leichter und Die Welt in einem Satz großen Anklang. 2003 erschien der Band Lachen Sie behutsam!.

## Werke
in deutscher Übersetzung (Auswahl):
- Mit leerem Kopf nickt es sich leichter. Satirische Aphorismen (Übersetzt von Drago und Käthe Grah). 1. Auflage. Styria, Graz / Wien / Köln 1979, 2. Auflage 1980, 3. Auflage 1985. 4. Auflage: Kitab, Klagenfurt / Wien 2004, ISBN 3-902005-35-1 (für 4. Auflage 2004).
- Himmel in Quadraten. Aphorismen und kleine Prosa. Styria, Graz / Wien / Köln 1981, ISBN 3-222-11357-2.
- Vor uns die Sintflut. Aphorismen. Styria Verlag, Graz / Wien / Köln 1983, ISBN 3-222-11493-5.
- Die Geburt des Vergessens. Roman. Styria, Graz / Wien / Köln 1987, ISBN 3-222-11740-3.
- Viele Herren von heute waren gestern noch Genossen. Neue Aphorismen. Styria, Graz / Wien / Köln 1990, ISBN 3-222-11978-3.
- Das herrliche Leben des Jozip B. Tito. Eine Farce in Prosa. Styria, Graz / Wien / Köln 1992, ISBN 3-222-12155-9.
- Vergangenheit. Hermagoras, Klagenfurt / Ljubljana / Wien 1992, ISBN 3-85013-263-3.
- Die Welt in einem Satz. Neue Aphorismen und kleine Lyrik. Styria, Graz / Wien / Köln 1994, ISBN 3-222-12279-2.
- Von morgen bis gestern. Gesammelte Aphorismen. Styria, Graz / Wien / Köln 1997, ISBN 3-222-12483-3.
- Die Wege werden kürzer. Gedichte. (Übersetzt von Janko Ferk). Hermagoras, Klagenfurt / Ljubljana / Wien 1997, ISBN 3-85013-518-7.
- Lachen streng verboten. Enzyklopädie des Humors. Styria, Graz / Wien / Köln 1999, ISBN 3-222-12676-3.
- Über den Rand der Welt. Lebenserzählung. Edition Atelier, Wien 2000, ISBN 3-85308-050-2.
- Lachen Sie behutsam! (Übersetzt von Käthe Grah), Kitab, Klagenfurt / Wien 2003, ISBN 3-902005-10-6.
- Der lustige Diktator: eine Farce (Übersetzt von Birgit Volčanšek Babič). Kitab, Klagenfurt / Wien 2007, ISBN 978-3-902005-88-5 (Porträt eines „skrupellosen Diktators“ – Tito).